# Arkadiusz Marchewka
Arkadiusz Marchewka (ur. 18 stycznia 1986 w Szczecinie) – polski polityk i samorządowiec, doktor nauk ekonomicznych, poseł na Sejm VIII, IX i X kadencji (od 2015), sekretarz stanu w Ministerstwie Infrastruktury (od 2023).

## Życiorys
Absolwent II Liceum Ogólnokształcącego im. Mieszka I w Szczecinie. Ukończył stosunki międzynarodowe na Uniwersytecie Szczecińskim (magisterium w 2010) oraz zarządzanie na Wydziale Ekonomicznym Zachodniopomorskiego Uniwersytetu Technologicznego (licencjat w 2009). Odbył studia doktoranckie z zakresu nauk ekonomicznych, uzyskując w 2016 na Uniwersytecie Szczecińskim stopień doktora nauk ekonomicznych na podstawie pracy pt. Oddziaływanie bezpośrednich inwestycji zagranicznych na rynek pracy województwa zachodniopomorskiego.
Należał do Stowarzyszenia „Młodzi Demokraci”. Zaangażował się w działalność polityczną w ramach Platformy Obywatelskiej. W 2007 został wybrany do rady osiedla Niebuszewo, funkcję pełnił do 2010. Był asystentem wicemarszałka województwa zachodniopomorskiego Witolda Jabłońskiego, następnie zatrudniony w gabinecie marszałka. Później podjął pracę jako menedżer w przedsiębiorstwie Polskie Terminale. W 2010 i w 2014 był wybierany na radnego Szczecina, pełnił m.in. funkcję wiceprzewodniczącego rady miejskiej.
W wyborach parlamentarnych w 2015 kandydował do Sejmu w okręgu szczecińskim z listy PO. Uzyskał mandat posła VIII kadencji, otrzymując 7147 głosów. W Sejmie VIII kadencji został członkiem Komisji Gospodarki i Rozwoju, Komisji Gospodarki Morskiej i Żeglugi Śródlądowej oraz Komisji Cyfryzacji, Innowacyjności i Nowoczesnych Technologii. W kwietniu 2018 został pełniącym obowiązki przewodniczącego struktur PO w województwie zachodniopomorskim; regionem kierował do 2021.
W wyborach w 2019 z powodzeniem ubiegał się o poselską reelekcję z ramienia Koalicji Obywatelskiej, otrzymując 30 047 głosów. W Sejmie IX kadencji został m.in. wiceprzewodniczącym Komisji Gospodarki Morskiej i Żeglugi Śródlądowej, członkiem Komisji Cyfryzacji, Innowacyjności i Nowoczesnych Technologii oraz Komisji Finansów Publicznych, wiceprzewodniczącym Polsko-Szwedzkiej Grupy Parlamentarnej i przewodniczącym Zachodniopomorskiego Zespołu Parlamentarnego. W październiku 2021 został wybrany na przewodniczącego struktur PO w Szczecinie. W wyborach w 2023 po raz trzeci z rzędu uzyskał mandat poselski (zdobywając 33 222 głosy). Objął funkcję wiceprzewodniczącego Komisji Cyfryzacji, Innowacyjności i Nowoczesnych Technologii. W grudniu 2023 został powołany na sekretarza stanu w Ministerstwie Infrastruktury.

## Wyniki wyborcze
| Wybory | Komitet wyborczy   | Komitet wyborczy      | Organ                | Okręg            | Wynik          |
| ------ | ------------------ | --------------------- | -------------------- | ---------------- | -------------- |
| 2010   |                    | Platforma Obywatelska | Rada Miasta Szczecin | nr 5             | 1644 (7,31%)   |
| 2014   | 2606 (12,48%)      | Platforma Obywatelska | Rada Miasta Szczecin | nr 5             |                |
| 2015   | Sejm VIII kadencji | Platforma Obywatelska | nr 41                | 7147 (1,88%)     |                |
| 2019   |                    | Koalicja Obywatelska  | nr 41                | Sejm IX kadencji | 30 047 (6,39%) |
| 2023   | Sejm X kadencji    | Koalicja Obywatelska  | nr 41                | 33 222 (5,99%)   |                |